# یوسف علی‌اف
یوسف علی‌اف (به ترکی آذربایجانی: Yusif Əliyev) (زاده ۲ دسامبر ۱۹۶۹ در شهرستان قبوستان، آذربایجان - درگذشت ۲۴ سپتامبر ۱۹۹۱ در شهرستان گران‌بوی، جمهوری آذربایجان) قهرمان ملی جمهوری آذربایجان و یکی از سربازان حاضر در جنگ قره‌باغ بود.

## زندگی
یوسف علی‌اف در ۲ دسامبر ۱۹۶۹، در شهرک قبوستان از توابع شهر باکو به دنیا آمد. وی در مدرسه متوسطه شماره ۲۲۳ در قبوستان تحصیل می‌کرد و در سال ۱۹۸۸ به ارتش شوروی اعزام شد و دوره خدمت خود را در استان سوردلوفسک گذراند.

## زندگی شخصی
او متاهل بود.

## شغل نظامی
یوسف علی‌اف نخستین نبرد خود را در فوریه ۱۹۹۱ در شهرستان گران‌بوی انجام داد. سربازان ارمنی مسلح به روستاهای بوزلوک، ماناش‌لی و ارکچ حمله کردند. سپس در ۲۴ فوریه، هنگامی که ارامنه به روستای ماناش‌لی حمله کردند، سربازان ارتش جمهوری آذربایجان از حملات آنها جلوگیری کردند. در ۱۴ سپتامبر ۱۹۹۱، هنگامی که ارامنه به روستای بوزلو حمله کردند، علی‌اف قصد داشت اسلحه و مهمات را به سربازان ارتش جمهوری آذربایجان برساند، اما در همین میان به‌دست ارتش ارمنستان کشته شد.

## افتخارات
یوسف علی‌اف با حکم ریاست جمهوری شماره ۸۳۱ به تاریخ ۶ ژوئن ۱۹۹۲، پس از مرگ عنوان قهرمان ملی جمهوری آذربایجان را دریافت کرد. او در روستای رحیم‌لی از توابع شهرستان آق‌سو به خاک سپرده شد.

## یادبود
مدرسه متوسطه شماره ۱۹۵ در قبوستان به نام وی نامگذاری شده است.